# Batocera celebiana
Batocera celebiana es una especie de escarabajo longicornio del género Batocera,  subfamilia Lamiinae. Fue descrita científicamente por Thomson en 1858.
Se distribuye por Indonesia. Mide 33-60 milímetros de longitud. El período de vuelo ocurre en los meses de octubre y diciembre.